# Madonna in trono col Bambino, angeli e sante
La Madonna in trono col Bambino, angeli e sante è un dipinto a tempera e oro su tavola (154x80 cm) di Taddeo Gaddi, firmato e datato 1355, e conservato nella Galleria degli Uffizi a Firenze.

## Storia
La tavola proviene dalla cappella Segni nella chiesa di San Lucchese a Poggibonsi, come confermano lo stemma sulla base del trono e la dedica di Giovanni di ser Segna: "TADDEVS GADDI D[E] FLORE[N]TIA ME PI[N]XIT MCCCLV. QVESTA TAVOLA FECE FARE GIOVANNI DI SER SEGNA PER RIMEDIO D[EL]LA ANIMA SVA ED SVOI PASSATI". Si trattava quindi di un'opera offerta alla Vergine in riparazione dei peccati commessi dal notaio ser Segna, probabilmente legati ai guadagni dell'usura, come venivano all'epoca chiamate le attività finanziarie e creditizie.
L'opera si trova dal 1914 agli Uffizi.

## Descrizione e stile
L'opera, dalla forma cuspidata a ogiva, risale al periodo tardo dell'attività di Taddeo ed è l'unica datata dall'artista, con il Trittico a Berlino del 1333. L'impostazione si rifà, in generale, alla Maestà di Ognissanti del maestro di Taddeo, Giotto, in particolare nel trono traforato e nella posizione degli angeli offerenti fiori, inginocchiati in basso. Tuttavia la tavola di Taddeo si discosta nell'approfondimento dell'illusione prospettica e in un'attenzione ai dettagli decorativi che si allontana dal dato naturale, con fisionomie più schiacciate e una plasticità meno reale.
Maria, avvolta in una ricca veste blu bordata d'oro, con la tipica stella sulla spalla simbolo della grazia divina su di lei discesa e ricordo della stella di Betlemme, tiene sulle ginocchia il Bambino, abbigliato come un principino con un cardellino, simbolo della Passione, nella mano destra, che sembra cercare di liberarsi beccando la manina. Ai lati si trovano due sante vestite di rosso che porgono doni alla Vergine (un cofanetto dalle forme architettoniche e una corona). In basso si trovano quattro angeli inginocchiati che offrono vasi di fiori mariani (rose, gigli) o agitano i turiboli di incensieri. Lungo il bordo inferiore si vede l'iscrizione.
Nell'opera si nota come il Gaddi non approfondisca lo studio della luce, illuminando convenzionalmente ora la destra ora la sinistra dei personaggi e dei braccioli del trono, a differenza dei coevi pittori senesi come Pietro Lorenzetti.